# Susy De Martini
Isabella De Martini, detta Susy (Genova, 17 giugno 1952), è una neurologa e politica italiana.

## Biografia

### Carriera lavorativa e accademica
Laureata in Medicina e Chirurgia in Italia e negli Stati Uniti, specializzata in Neurologia, ottenne la docenza nell'università italiana usufruendo della cosiddetta «legge per il rientro dei “cervelli”» dopo tre anni di insegnamento presso la Università della Pennsylvania di Filadelfia. Ha diretto il laboratorio di ricerca di colture di neuroni presso la Clinica Neurologica dell'Università degli Studi di Genova, facendo parte anche della struttura scientifica del CNR. Docente di ruolo dal 1983 al 2012 presso l'Università di Genova per le materie di Psicologia medica ed Economia sanitaria comparata, fu vice-capo struttura del G8 di Genova nel 2001. Dal dicembre 2018 è ufficiale medico della MSC Crociere.

### Attività politica al Parlamento Europeo

#### Elezioni europee del 2009
Nel 2009 è stata candidata indipendente alle elezioni per il Parlamento europeo nelle liste del Popolo della Libertà per la circoscrizione Italia Nord Ovest (che raccoglie i 21 collegi elettorali della Liguria, del Piemonte, della Valle d'Aosta e della Lombardia); visti i risultati definitivi delle elezioni europee del 6 e 7 giugno 2009, nonostante le quasi 20.000 preferenze raccolte, non riesce a farsi eleggere; si noti che durante la campagna elettorale Susy De Martini era stata protagonista di duri scontri con il coordinatore del PdL ligure Claudio Scajola perché Berlusconi premeva per l'elezione, poi avvenuta, di Licia Ronzulli.

#### Deputata europea nella VII Legislatura (2013-2014)

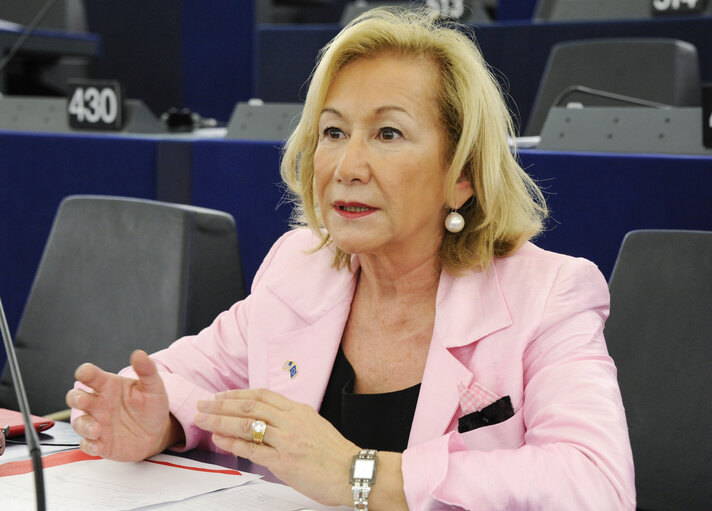
Susy De Martini al Parlamento europeo

Visti i risultati definitivi delle elezioni politiche del 24 e 25 febbraio 2013, l'europarlamentare Mario Mauro (eletto nel 2009 con il PdL nella circoscrizione Italia Nord Ovest, la stessa della De Martini) viene eletto senatore della Repubblica nelle liste di Scelta Civica: a causa dell'incompatibilità tra il mandato europeo e il mandato nazionale, il 12 aprile 2013 il seggio europeo passa al primo dei non eletti, cioè alla De Martini. Fin dal primo giorno di mandato, De Martini caratterizza la sua azione politica con le sue posizioni eurocritiche e thatcheriste nei confronti soprattutto dell'egemonia del governo tedesco nelle istituzioni e del Partito Popolare Europeo, e sceglie quindi di entrare nei Gruppo dei Conservatori e dei Riformisti Europei (ECR) pur continuando a far parte del PdL.
Si noti che la dirigenza del PdL non ha posto alcuna obiezione contro De Martini a causa del suo rifiuto di aderire al PPE, partito politico europeo di cui il PdL è il principale socio italiano. Nel settembre 2013 De Martini conferma la sua disponibilità ad entrare nella nuova Forza Italia alla prima assemblea a favore del nuovo partito, quindi il successivo 16 novembre presenzia al Consiglio Nazionale del PdL come firmataria della mozione Berlusconi e vota a favore del passaggio del PdL a Forza Italia; poco tempo dopo, in una conferenza organizzata da Raffaele Baldassarre (capogruppo di FI al Parlamento europeo iscritto al PPE), De Martini conferma la sua adesione a Forza Italia pur rimanendo iscritta al gruppo conservatore.
A proposito dell'attività istituzionale al Parlamento europeo nella VII Legislatura, De Martini è membro effettivo della Delegazione per le relazioni con gli Stati Uniti (dal 17 aprile 2013) e della Commissione per gli affari esteri (dal 18 aprile 2013) ed è membro sostituto della Commissione per i bilanci (dal 18 aprile 2013) e della Delegazione per le relazioni con Israele (dal 23 aprile 2013).

#### Elezioni europee del 2014
Negli ultimi mesi del 2013, a proposito delle lotte interne al PdL prima e a FI poi tra le fazioni dei contrari e dei favorevoli all'azzeramento delle cariche del partito, si schiera con il gruppo, guidato da Alessandro Cattaneo, dei favorevoli - noto con il nome dei Formattatori - che spinge per il rinnovamento dei vertici del partito; nel gennaio 2014 De Martini si dice favorevole alle scelte di Berlusconi, in qualità di Presidente di Forza Italia, per i nuovi Coordinamenti Regionali da lei definiti come "neutrali" rispetto alle due fazioni citate prima. Il 19 febbraio 2014 Susy De Martini è la prima candidata riconfermata da Silvio Berlusconi in vista del voto europeo del 25 maggio 2014 per il movimento politico Forza Italia come punto di riferimento per la Liguria, quindi il 16 aprile 2014
De Martini è ufficialmente candidata da Forza Italia per la circoscrizione Italia Nord Ovest (che raccoglie i 21 collegi elettorali della Liguria, del Piemonte, della Valle d'Aosta e della Lombardia) alle elezioni europee del 25 maggio 2014. Durante la campagna elettorale De Martini si scontra con i sostenitori di Lara Comi a proposito di alcune controversie relative alla gestione dell'organizzazione locale di Forza Italia in Liguria. Nel corso di un'intervista rilasciata a David Parenzo per conto di Corriere.it, pubblicata il 12 maggio 2014 sul sito del noto quotidiano, De Martini si scaglia contro alcuni suoi colleghi di partito "diversamente meritevoli", tra cui Licia Ronzulli, Iva Zanicchi e Clemente Mastella.
Con 6.134 preferenze non viene però eletta all'Europarlamento.

### Attività politica locale in Liguria

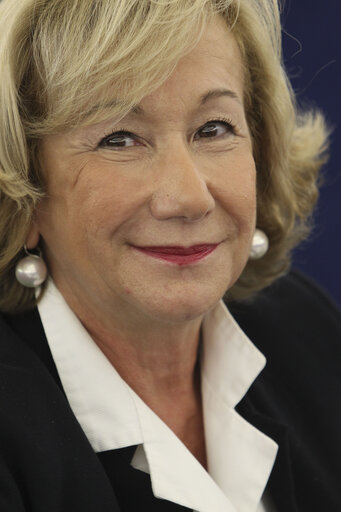
Susy De Martini

In seguito a screzi interni al PdL, alla fine del 2009 fonda Forza Liguria, movimento regionale ligure il cui nome fa eco al nome della storica Forza Italia per contrastare i conflitti d'interessi (cioè il cosiddetto PDP ligure - Partito Del Potere ligure) di Claudio Scajola (coordinatore regionale ligure del PdL, più volte ministro nei vari governi di Berlusconi, "uomo forte" del centrodestra ligure dal 1996) e di Claudio Burlando (Presidente della Regione Liguria eletto nel 2005 e rieletto nel 2010, esponente prima dei DS e poi del PD). Alle elezioni regionali in Liguria del 2010, la De Martini provocatoriamente si candida nella lista civica Noi con Burlando, che appoggia la candidatura di Claudio Burlando, per evidenziare lo scandalo delle (presunte) «131 donne del Cavaliere», tra cui spiccano (secondo la lista stilata dalla rivista Oggi, lista che in seguito si è rivelata come parzialmente falsa e diffamatoria) le deputate europee Lara Comi e Licia Ronzulli (con le quali la De Martini aveva polemizzato nel 2009 perché le due eurodeputate citate erano decisamente sostenute da Berlusconi nonostante l'inesperienza politica).
Nel dicembre 2010 la De Martini definisce il Nuovo Polo per l'Italia proposto da Pier Ferdinando Casini per cambiare l'Italia come un "progetto non serio". Candidata alla carica di Sindaco di Genova per il partito La Destra guidato da Francesco Storace alle elezioni comunali del 2012, la De Martini (la cui candidatura si proponeva come il «rinnovamento del centrodestra cittadino genovese» perché il PdL genovese - che infatti, visti i risultati elettorali definitivi del primo turno, non è nemmeno riuscito a qualificarsi per il ballottaggio comunale - era in grave crisi), visti i risultati elettorali definitivi, non viene eletta e quindi il partito La Destra non entra nel consiglio comunale di Genova. Il 20 ottobre 2013 De Martini scrive una lettera pubblica con cui chiede le dimissioni di Burlando - che lei stessa a suo tempo aveva «appoggiato alle ultime Regionali con una Lista Civica, dato lo sfacelo in Liguria di una destra divisa e pasticciona (sugli 11 consiglieri indagati 5 sono PdL)» - dalla carica di Presidente della Regione Liguria a causa dello scandalo degli indagati nel consiglio regionale ligure della nona legislatura.
Dopo essere stata nominata “Ambasciatrice di Genova nel mondo” dal sindaco di Genova Marco Bucci in occasione del Columbus Day, nel marzo del 2022 aderisce a Noi con l’Italia e si candida alle comunali nella lista civica Vince Genova. Due anni più tardi rassegna le sue dimissioni da ambasciatrice in polemica per la mancata revoca dell'onorificenza ad Aldo Spinelli, imprenditore genovese finito agli arresti domiciliari.

### Attività recente
Il 24 luglio 2017 viene nominata coordinatrice di Forza Italia negli USA.
Il 16 gennaio 2018 lascia FI («non posso condividere la scelta di accogliere nelle file di FI USA elementi che hanno sostenuto il Governo Renzi» e cioè Fucsia Nissoli) per aderire al Movimento Associativo Italiani all'Estero (MAIE).
Nel maggio del 2022, dopo aver presentato a Roma il progetto di una scuola di Alta Formazione per medici di bordo, Isabella Susy De Martini riceve dal Ministero della Salute l’incarico a titolo gratuito di consulenza e studio in materia di sanità marittima e tutela della salute del personale navigante così a far parte della squadra di esperti nominati dal sottosegretario di Stato al Ministero della Salute Andrea Costa.